# Marko Wasyłenko
Marko Serhijowycz Wasyłenko (ukr. Марко Сергійович Василенко; ros. Марк Сергеевич Василенко, Mark Siergiejewicz Wasilenko; ur. 1895, zm. 1937 w Bykowni) – radziecki ukraiński polityk, ludowy komisarz finansów Ukraińskiej SRR (1935-1937), członek KC KP(b)U (1934-1937).
Od 1919 w RKP(b), 1923-1924 zastępca przewodniczącego Komitetu Wykonawczego Czernihowskiej Rady Gubernialnej, 1925-1927 przewodniczący Komitetu Wykonawczego Berdyczowskiej Rady Okręgowej, 1928-1929 sekretarz odpowiedzialny Komitetu Okręgowego KP(b)U w Białej Cerkwi. Od 1929 do marca 1931 sekretarz Prezydium Wszechukraińskiego Centralnego Komitetu Wykonawczego, od 15 czerwca 1930 do 18 stycznia 1934 członek Centralnej Komisji Kontroli KP(b)U, 1932-1935 przewodniczący Komitetu Wykonawczego Kijowskiej Rady Obwodowej. Od 23 stycznia 1934 do 30 sierpnia 1937 członek KC KP(b)U, 1935-1937 ludowy komisarz finansów Ukraińskiej SRR. 20 grudnia 1935 odznaczony Orderem Lenina. 1937 aresztowany i rozstrzelany.